# Libro de la Sabiduría de Jesús ben Sirá
El Libro de la Sabiduría de Jesús, hijo de Sirac (en hebreo: חכמת יהושע בן סירא), es uno de los deuterocanónicos sapienciales del Antiguo Testamento. Común y familiarmente llamado Sirácida, o bien, Sirácides (abrev. Si o Sir).
La tradición latina lo ha llamado Libro del Eclesiástico (abrev. Eclo). No debe confundirse con el Eclesiastés, el cual es otro Libro sapiencial del Antiguo Testamento. Tampoco debe confundirse con la expresión Libros Eclesiásticos, usada por algunos autores para referirse a los deuterocanónicos o al conjunto de los escritos del segundo canon que se leen en las iglesias.

## Datos generales
El Eclesiástico es un libro deuterocanónico, es decir, que forma parte del Canon de las iglesias cristianas ortodoxas, orientales, y de la católica, pero no de las protestantes. En las Biblias católicas se le suele ubicar al final de las series de textos y escritos sapienciales (después de Sabiduría) y antes de las series de los Libros proféticos (antes de Isaías).
Los judíos contemporáneos no lo incluyen en el Tanaj, aunque hay pruebas de que por lo menos algunos grupos judíos contemporáneos a Jesús lo incluían entre los Escritos o Hagiógrafos, es decir, la tercera sección del Tanaj:

“Está expuesto en el Pentateuco, por escrito: «y acudiendo Esaú a Ismael», repetido en los Profetas, por escrito: «Se le juntó a Jefté una banda de gente miserable, que hacía correrías con él», mencionado en una tercera etapa en los Hagiógrafos, por escrito: “Todo viviente ama a su semejante, y todo hombre a su prójimo»”.
 Guemará, Seder Nazikin, Baba Qamma 92b.

“Hay aún otro Paraíso debajo de las cabezas de las criaturas vivientes, por lo que está escrito: «Sobre las cabezas del ser había una forma de bóveda resplandeciente como el cristal, extendida por encima de sus cabezas». Hasta aquí tienes permiso de hablar, de ahí en adelante no tienes permiso de hablar, por lo que está escrito en el libro de Ben Sirá: «No busques lo que te sobrepasa, ni lo que excede tus fuerzas trates de escrutar. Lo que se te encomienda, eso medita, que no te es menester lo que está oculto»”.
 Guemará, Seder Mo’ed, Chagigah 13ª.

Los protestantes lo consideran un libro apócrifo, aunque algunos lo ven como lectura provechosa, y ciertas Biblias como la de Lutero, la  versión inglesa  conocida como King James, las de Casiodoro de Reina (Biblia del Oso) y la de Cipriano de Valera (Biblia del Cántaro) incluyen este y los demás deuterocanónicos, en la mayoría de los casos en una sección de apócrifos ubicada entre ambos testamentos.

### Nombre del libro
Su nombre castellano, Eclesiástico, proviene de la voz latina Ecclesiasticus, nombre que le asignó Jerónimo en su Biblia Latina, llamada Vulgata, y que, a su vez, proviene de la expresión griega τὸ ἐκκλησιαστικόν (tò Ekklesiastikón, el libro de la iglesia, asamblea o congregación), nombre que le dio Cipriano de Cartago, padre de la Iglesia, en clara referencia al uso que de él hacía el cristianismo, a causa de sus ricos contenidos morales para la formación y la edificación del catecumenado.
En la Septuaginta, el título es Sophía Iesoû hyioû Seirach, "la sabiduría de Jesús, el hijo de Sirac", o simplemente Sophía Seirach, "la Sabiduría de Sirac". Entre los otros nombres griegos que se dan al Eclesiástico en la literatura patrística, se puede mencionar la designación de Panaretos sophia es decir "La sabiduría de todos los virtuosos". En el ámbito latino se lo denomina también "Sapientia Sirae" (Rufino), "Jesu, filii Sirae" (Junilius), "Sapientia Jesu" (Codex Claromontanus) o "Liber Sapientiae Jesu" ( Misal Romano). 

### Autor
Así como otros Libros Sapienciales (como Proverbios, Eclesiastés y Cantares), el Eclesiástico afirma con certeza el nombre de su autor. En el capítulo 50, versículo 27, dice expresamente lo siguiente:

"Doctrina de entendimiento, y de conocimiento, grabó, en este libro, Jesús, hijo de Sirac, de Eleazar, el jerosolimitano que desbordó sabiduría de su corazón..."
 Sirácida 50:27 

Se trata posiblemente de un sabio de Jerusalén que escribió la obra hacia el año 190 a. C. Se dedicó desde joven al estudio de la Ley y la Sabiduría, y buscó la salvación en la oración. Ben Sirac es un hombre que ha viajado y que dispone de una rica experiencia de vida basada en la observación. Ha sido calumniado con acusaciones falsas. Una vez aclarada la verdad por obra de Dios, entona un canto de acción de gracias que cristaliza en este libro.
Algunos exponentes sugieren que Sirácides debió pertenecer a la escuela judía saducea, o que tal vez simpatizaba con sus ideas. Mas dado que el libro fue hallado entre los Rollos Manuscritos del Mar Muerto, así como en las ruinas del fuerte de Masada, es mucho más probable que su obra hubiera sido un texto universalmente aceptado, y al que se recurría para alentar la fe de diferentes escuelas de judíos disidentes, y aun discrepantes unas de otras.

### Texto y fecha de escritura
El original fue escrito en hebreo, y la traducción griega se considera obra de un nieto de Ben Sirac unos 60 o 70 años después. Hoy se dispone de copias del texto hebreo manuscritas por los judíos caraítas en el siglo IX, encontradas en el depósito de una sinagoga de El Cairo en 1896, en 1931, y 1958, así como de fragmentos de manuscritos copiados en el siglo I o antes, encontrados en Qumrán, y en 1964 encontrados en la fortaleza de Masada. Actualmente se dispone de dos tercios del texto hebreo: 1108 versículos, con respecto a los 1616 del total del texto griego.
Jerónimo de Estridón menciona haber tenido el texto hebreo, pero que al final optó por solo revisar y corregir la traducción latina (llamada Vetus Latina), que ya existía previamente, para incluirla en su propia versión de la Vulgata.
En el Prólogo de la versión griega se menciona expresamente que se trata de una traducción vertida del hebreo por un nieto del mismo Ben Sirac, a fin de cultivar y edificar la fe de los judíos de Alejandría, dando una fecha: el año 132 a. C.
A pesar de todo lo anterior, el origen hebreo del texto ha sido muy discutido. Hubo quienes llegaron a sostener que los textos hebreos encontrados en El Cairo eran una traducción, pero tras el hallazgo de los manuscritos de Qumrán y Masada, se sabe, sin lugar a dudas, que fue escrito en hebreo.
La datación puede fijarse con cierta certeza, porque Jesús ben Sirá habla elogiosamente del sumo sacerdote Simón II, que parece haber sido su contemporáneo. El traductor del libro al griego manifiesta que Jesús era su abuelo, y que él —el traductor— partió hacia Egipto en el año 38 de Tolomeo VIII Evérgetes II, es decir, en el 132 a. C.
Por una parte, el autor no sabe nada acerca de las persecuciones del pueblo judío por Antíoco IV Epífanes, y no ha oído hablar de la conquista de Jerusalén ni del saqueo del Templo, hechos que comenzaron en el 170 a. C. Por tanto, el libro debe haberse escrito antes, alrededor del 180 a. C. En esos tiempos, el helenismo había hecho presa de la nación judía, y contra esta invasión de cultura foránea habría preconizado Ben Sirac. 
Es posible que originalmente el libro no haya sido compuesto como un todo, sino que resultara de la edición conjunta de una colección de varios textos, adecuadamente ensamblados. Desde hace mucho tiempo, estudiosos como Nicolás de Lira, Cornelio de Lapide y Eichhorn, han propuesto que se reunieron por lo menos cuatro bloques:
- El primero: capítulos 1 al 23.[27]
- El segundo: capítulos 24:1 al 42:14.[28]
- El tercero, un Laus Patrum: capítulos 42:15 al 50:24.[29]
- Y el cuarto, un poema sobre la búsqueda de la sabiduría: capítulo 51:13-30.[30]

Existe además un Capítulo 52 del libro de Sirac que no obstante no ha sido aceptado en ningún Canon bíblico pero que suele añadirse a ciertas ediciones de estudio, y que lleva por contenido una hermosa oración salomónica de acción de gracias que parece haber sido insertada de una tradición oral tardía a la fecha de su composición original hebrea.
El libro constituye un inapreciable y casi único testimonio de la realidad de su tiempo, y de las costumbres y usos judíos de entre la fecha de la composición original, y la de la traducción del nieto de Sirácides (130 a. C.).

### Canonicidad
Fue citado en algunos escritos en el cristianismo primitivo. Hay afirmaciones de que se cita en la Epístola de Santiago, y también en los no canónicos Didaché (iv.5) y en la Epístola de Bernabé (xix.9). Clemente de Alejandría y Orígenes lo citan repetidamente, como un γραφή, o libro sagrado. El catálogo de Cheltenham, el Papa Dámaso I, el Concilio de Hipona (393), el Concilio de Cartago (397), el Papa Inocencio I, el segundo Concilio de Cartago (419), el Concilio de Florencia (1442) y san Agustín todos lo consideraron como canónico, aunque Jerónimo, Rufino de Aquilea y el Concilio de Laodicea lo clasificaron en cambio como un libro eclesiástico. Los Cánones Apostólicos (no reconocidos por la Iglesia Católica) declararon venerable y sagrado el libro de Eclesiástico. Finalmente, la Iglesia Católica confirmó los concilios anteriores y declaró que era canónico en 1546 durante la cuarta sesión del Concilio de Trento.
Sirácida no ha sido incluido en el Tanaj judío. El Concilio de Jamnia (Yavne), en el que los judíos fariseos finalmente intentaron definir su propia colección de textos religiosos tenidos por sagrados, en fecha tan tardía como el año 95 d. C., decidió no incluirlo en el Tanaj. Se ha argumentado que el libro contiene expresiones de desprecio a la figura femenina, o antifeminismo, así como influencias de la filosofía de la escuela epicúrea (si bien ya ha quedado demostrado que tales ideas existen en varios otros textos de la Biblia, y de los pensadores judíos y cristianos a través de los tiempos).
Fue usado, sin embargo, por las comunidades esenias de Qumrán, y hay citas de la obra de Sirácides incluso en el Talmud y en la literatura rabínica. El Talmud babilónico (Baba Qamma 92b) cita el capítulo 13 de Sirácida como si proviniera del Tanaj. Y varios de los grupos judíos marginales, a través de los tiempos, lo han ido aceptando como tal: los antiguos esenios de Qumrán, los revolucionarios zelotes de Masada, los judíos caraítas durante la Edad Media, y los Beta Israel en Etiopía.
El Eclesiástico ha sido incluido en la Biblia israelita griega alejandrina, llamada Septuaginta, con el nombre de Libro de la Sabiduría y la Virtud, y a raíz de ello, ha sido incluido en todos los antiguos códices conocidos de la Escritura en griego, y en todas las versiones y ediciones copiadas a partir de esos mismos códices. La liturgia judía, y también la cristiana, lo han atesorado e incluido en sus celebraciones, ritos y ceremonias. 
Las Iglesias Cristianas Ortodoxas, así como las diferentes Iglesias Orientales, y la Iglesia católica, lo reconocen como parte integral del Canon de la Biblia. Debido a que no ha sido incluido en el Canon del Tanaj, que es el libro sagrado oficial del judaísmo contemporáneo, su canonicidad ha sido rechazada por las Iglesias Protestantes, que predeterminadamente excluyen los deuterocanónicos de sus propias versiones y ediciones de los textos sagrados. La Iglesia Anglicana no lo aceptaba como protocanónico, pero dice que debe leerse sólo "por ejemplo de la vida y la instrucción de los modales, pero no los aplica para establecer ninguna doctrina". De manera similar, las iglesias luteranas lo incluyen en sus leccionarios, y como un libro apropiado para la lectura, la devoción y la oración.

## Contenido
Tal como el mismo nieto de Sirácides señala en el Prólogo, el libro se dirige a los judíos piadosos, deseosos de regir su propia vida de acuerdo con la Ley, sin olvidar a los paganos que deseen saber qué les espera al asumir a Dios, la fe y las tradiciones propias de los judíos. 
Sirácides intenta mantener la integridad de la fe religiosa yahvista, y poder contribuir a la depuración y purificación de usos y costumbres, que cada vez se iban tiñendo más de infiltraciones helenísticas.

### Enseñanza
Sirácida contiene, sobre todo, máximas éticas, por lo que se asemeja considerablemente al Libro de los Proverbios. Se ignora si Sirácides fue el autor original, o sólo se trató de un compilador (aunque el estilo uniforme mostrado por el libro parece indicar lo primero). Trata temas diversos, desde sencillas reglas de cortesía, humanidad y urbanidad, preceptos sobre el culto, superación de pruebas y el temor del Señor, hasta las normas respecto de los deberes para con el estado, la sociedad y el prójimo.
La misma índole del texto, que parece una selección de frases, proverbios y poemas de muy diversas fuentes, da pie a las disputas sobre la unidad de su origen, así como la lengua en la que fue escrito. Al parecer, algunos himnos a la sabiduría, o a Dios creador, sirven de enlace entre los diferentes conjuntos de los textos:
- El primero contiene reflexiones sobre diversos temas.[43]
- El segundo es una meditación sobre la gloria de Dios en la naturaleza.[44]
- En el tercer conjunto se encuentra el elogio de los antepasados.[45]
- Y acaba con un epílogo que invita al lector a acudir a las fuentes de la sabiduría.[13]

Si bien el Eclesiástico no presenta un plan organizado y premeditado (ya que trata de temas diversos, y se va saltando de unos a otros), puede identificarse en él, al menos, algunas líneas doctrinarias principales:
Los judíos pueden definir a Dios
La enseñanza sobre Dios sólo es impartida por los judíos de Israel, que enseñan que Dios es nuestro padre, que Él creó el mundo y todo lo que contiene; que es bueno, moral, e infinitamente sabio; que sabe si somos justos o injustos; y que premia a los buenos, y castiga con gran severidad la maldad del injusto e impío.
Premio y castigo en este mundo y más allá
Como otros autores de la literatura sapiencial, Sirácides se enfrenta al problema del que en el judaísmo se suele dar énfasis a premios y castigos. Si el Libro de los Proverbios afirma: «La maldición de Jehová está en la casa del impío, pero bendecirá la morada de los justos», Sirácides declara que «hay un salario para quien practica la justicia»; sin embargo, asume la dramática experiencia expuesta en el Libro de Job, y abiertamente dice: «Si te decides a servir al Señor, prepárate para la prueba».
En el Libro de Job queda establecido que aun los justos padecen y sufren calamidades, y que existe un Dios que aprecia la insistencia del hombre en confiar en él, en su buena voluntad, en su sabiduría, y en una recompensa después de la muerte. Lejos de asumir que retribuciones y castigos son sólo temporales, es decir, que cada quien recibe en esta vida todas las consecuencias de sus propios actos, Sirácides declara enfáticamente:
- Para Dios es cosa fácil pagar al hombre, en el día de la muerte, lo que mereció por su conducta.[49]
- Mira el cielo y el cielo de los cielos; el abismo y la tierra serán sacudidos a la hora de su visita.[50]
- En todo lo que hagas, ten presente tu final, y nunca pecarás.[51]

Aunque Sirácides no sabe cómo retribuirá Dios a cada uno según sus obras, señala que «Henoc agradó a Dios y fue arrebatado, ejemplo de ciencia para las naciones», y Elías «fue arrebatado al cielo en un torbellino, entre tropeles de fuego». Cree tanto en una retribución después de la muerte, a tal punto de señalar ejemplos de una recompensa celestial.
También llama al arrepentimiento para evitar el castigo: 
Conviértete al Señor y deja tus pecados; suplica ante su faz y quita los obstáculos... ¡Que grande es la misericordia del Señor y su perdón para los que a él se vuelven!
La riqueza no es virtud
Prescindiendo de todo nihilismo, el Eclesiástico procede a hacer una moderada crítica de los ricos: la riqueza puede denotar inteligencia de parte de quien la ha amasado, pero no garantiza virtud, piedad ni justicia. Tiene un valor relativo y es peligrosísima para la salud espiritual de quien se regocija en ella. El verdadero camino, entonces, es la moderación, y especialmente la solidaridad con el necesitado:
No burles al pobre su sustento, ni desprecies al que suplica amargamente. No dejes sufrir al hambriento, ni vires para alejarte del abatido.
Declara que el orgullo es una ofensa para los humanos y también para Dios, que elige a los humildes:
Cuanto más grande seas, más deberás humillarte; así agradarás a Dios. Porque grande es la misericordia del Señor, y él revela a los humildes sus secretos.

### Influencia
La notoria influencia del Sirácida se siente en todo el Nuevo Testamento, especialmente en la Epístola de Santiago, también en los Evangelios, en las cartas de Pedro, Pablo, y en el Apocalipsis.